# Allotinus yusukei
Allotinus yusukei är en fjärilsart som beskrevs av John Nevill Eliot. Allotinus yusukei ingår i släktet Allotinus och familjen juvelvingar. Inga underarter finns listade i Catalogue of Life.